# Maria von Sachsen-Weimar

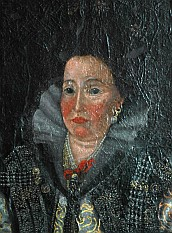
Maria von Sachsen-Weimar, Fürstäbtissin von Quedlinburg

Maria von Sachsen-Weimar (* 7. Oktober 1571 in Weimar; † 7. März 1610 in Halle) war  Äbtissin des reichsunmittelbaren und freiweltlichen Stifts Quedlinburg.

## Leben
Maria war eine Tochter des Herzogs Johann Wilhelm I. von Sachsen-Weimar (1530–1573) und dessen Gemahlin Pfalzgräfin Dorothea Susanne (1544–1592), Tochter des Kurfürsten Friedrich III. von der Pfalz.
Zum Zeitpunkt des Todes ihrer Vorgängerin Äbtissin Anna III., war auch die Pröpstin des Stifts an der Pest gestorben. Vormund des Stiftsherren von Quedlinburg (der Kurfürst von Sachsen) war 1601 noch Friedrich Wilhelm I. von Sachsen-Weimar, der seine Schwester zur Äbtissin vorschlug, die auch sogleich gewählt wurde.
Am 2. Juli 1601 wurde Maria durch Kaiser Rudolf II. als Äbtissin bestätigt. Ihre Amtszeit verlief ruhig. Sie war dem Schutzherren gegenüber sehr nachgiebig, was zu einer Schmälerung der Rechte des Stiftes führte. Maria sorgte für die Wahl der Anna Margarethe von Braunschweig (1567–1643) zur Pröpstin. Diese war 1593 zur Koadjutorin gewählt worden, die Wahl war aber durch den Stiftsherren nicht bestätigt worden. Die Äbtissin schaffte den Klingelbeutel in den Kirchen ab.
Auf einer Reise nach Dresden starb sie überraschend 38-jährig in Halle. Sie wurde in der Stiftskirche Quedlinburg bestattet.